# Мана (Молдова)
Мана (рум. Mana) — село в Оргеевском районе Молдавии. Наряду с сёлами Селиште и Лукашовка входит в состав коммуны Селиште.

## География
Село расположено на высоте 92 метров над уровнем моря.
Площадь села - около 0,74 квадратных километров, с периметром 4,38 км и находится в 14 км от города Орхей и в 56 км от Кишинева.

### Физико-географическая среда
Микрозона, в которой находится село Мана, расположена в центральной части лесного массива Кодру Р.Молдова, занимая западную часть нынешнего Орхейского района и является частью Орхейского национального парка. Этот регион пересекает река Ватич. В районе села Мана река питается несколькими ручьями, извивающимися по глубоким долинам, сильно фрагментирующим рельеф микрозоны. Сумма температур выше 0°С составляет 36000, что соответствует 272 дням в году. Средняя температура июля 21°С, января -3,5°С. Осадков в теплый период достигает 400 мм, а в холодный - около 100 мм. Эти условия дали богатую лесную растительность, занимающую площадь около 16 % территории и представленную широколиственными лесами среднеевропейского типа.

### Флора
В Кодру произрастает почти 1000 видов охраняемых растений, т.е. половина флоры, характерной для Республики Молдова. Наибольшие площади занимают горунские леса с примесью граба, липы, ясеня, клена, вяза и, реже, бука. Ярус кустарниково-травяного покрова хорошо развит и включает рябину, кувшинку,  яблоню лесную, лещину, боярышник, кизил,   вереск, дрок, среди трав - осоку, козлятник (рег. лапа медведя), черемша.
Произрастает почти 90 сортов редких или находящихся под угрозой исчезновения растений, среди которых такие растения, как василек, шалфей, дрок, болотная трава, сафлор, тюльпан пестрый, лилия лесная. Весной лес украшают подснежники, фиалки, ландыши.

### Фауна
Зарегистрировано 225 видов позвоночных (43 вида млекопитающих, 145 видов птиц, 7 видов рептилий и 10 видов амфибий) и 1178 видов беспозвоночных. Среди позвоночных 55 видов являются редкими, а 43 очень редкими.
В лесах можно встретить: лань, благородного оленя, косулю, кабана, барсука, бурундука, белку, дикую кошку, куницу, горного орла, канюка, черного дятла, голубя, сову, гадюку, не говоря уже о лисе или кролике.

## Население
По данным переписи населения 2004 года, в селе Мана проживает 349 человек (177 мужчин, 172 женщины).
Этнический состав села:
| Национальность | Число жителей | Процентный состав |
| -------------- | ------------- | ----------------- |
| молдаване      | 346           | 99.14             |
| русские        | 2             | 0.57              |
| румыны         | 1             | 0.29              |
| Всего          | 349           | 100%              |

## История
Первое документальное упоминание о селе Мана датировано 1500 годом.
Село Мана упоминается в письме во время правления Штефана Великого, в 1500 году (Documente prvind Istoria României. Veacul XV. A.Moldova. Vol.2. Bucharest, 1954).
Можно предположить, что возраст села старше, так как в автобиографическом романе «Дин калидор» Паул Гома пишет, что село Мана впервые упоминается в документах во второй половине XIV века, когда местность была  передана монастырю во времена Петра II, владыки Молдавии еще до Александра Доброго, который именовался «сыном Мушата» и правил между 1375 г. и 1391 г.
Археологические находки показывают, что первыми жителями были представители гето-фракийского племени, жившие в укрепленном поселении на опушке леса и имевшие укрепление, выполнявшее функцию форпоста, предназначенного для надзора за бассейном реки Ватич, а также за коридором, по которому можно было добраться до поселения и укрепления в лесу, где укрывались члены племени в случае опасности (см. Археологические памятники).
В последующие века (II-I до н.э.) в этом регионе поселились  носители культуры Поенешть-Лукашеука, присутствие которых также задокументировано некоторыми фрагментами, найденными в изолированной гробнице гето-фракийского укрепления в лесу Мана.
В период второй половины III века н.э. - середина V в. н.э., когда в этом регионе поселились  носители культуры Сантана де Муреш-Черняхов, поселение было перенесено в местность Рыпа-Попий.
Можно предположить, что поселение Рыпа-Попий было заселено, возможно, с перерывами,и  с 10 века до первой половины 14 века.
На месте, где сегодня находится село Мана и где стоит сельская церковь, много лет назад была просека у подножья леса, которая называлась - Пояна Мана, документально засвидетельствованная впервые в 1500 г.
Можно предположить, что первые дома с.Мана на нынешнем очаге были построены в 15 веке.
Старая церковь в этой местности была впервые засвидетельствована в 1812 году. Она была деревянная, с каменным фундаментом, наполнена украшениями, облачениями и книгами. Фактически это была церковь скита монахинь, просуществовавшая здесь до 1811 года, когда скит закрыли и монахини переведены в скит Рэчула.
В 1824 г. в селе было 24 двора, 96 мужчин и 83 женщины.
В 1845 году помещик  Константин Скордели построил каменную церковь в честь «Святого Николая» и возвел каменную ограду.
В 1915 году в деревне Мана проживало 106 мужчин и 94 женщины. Рядом с церковью была открыта школа, в которой обучалось 66 учеников.

### Название села
Интересно происхождение названия села. Мана - может означать плод, изобилие, изобилие. Также называют травянистое растение - мана-де-апэ, которое имеет высоту 1-2 м, с цветками  и которая растет возле воды. Пояна Мана – луг у воды (Ватич), где растет мана-де-апэ (водяная мана).

### Документальные упоминания
Сохранились и некоторые документальные упоминания:
В 1619 (7127) году 5 мая воевода Гашпар Грациани издал в Яссах Королевскую грамоту данную Урсу бив вэтав о подтверждении прав на мельницу «над рынком, граничащей с рекой Ватич, и Пояна Мана и вокруг него и с местом для пасеки».
В 1660 (7168) году, 9 апреля, в Яссах, воевода Штефан приказывает Георгию Катаргюлу, пыраклабу Орхейского, назначить день суда для Думитрашко, ворничела из княжеской слободы и сына Дурэчеса насчет владения Пояной Мана, на Ватиче. Также в году 1660 (7168) 29 мая в Яссах Штефан воевода приказывает Георге Катаргюлу и Апостолу, пыркэлаб Орхейский, установить границы Пояна Мана на Ватиче Андрея Мигулета, зятя капитана Михалчи Дурака, и его сына из Тыргу-Орхей после спора, который у них был с Думитрашко Чебаком, правителем княжеских слободок, и тамошними торговцами, которые утверждали, что эта поляна была частью города.
28 июля 1724 г. Михай Раковицэ воевода, судя о спорах между тырговцами из Орхей и владельцами соседних поместий, подкрепляет решение, что имение будет по-прежнему оставаться княжеским, упоминает «и оттуда переходит по Ватичу в южную сторону в сторону леса, по дороге к кресту на вершине Маны».
3 июля 1806 года Панайт Скордилис, чихая де циходари, договорился с Григорашем Рышкану бив вел банком о владении поместьями Пояна Мана и Буркута, которые были частью княжеского места города Орхей.

### Исторические памятники
В 2015 году археологическая экспедиция под руководством Аурела Заночи обнаружила 3 археологических памятника (4-3 вв. до н.э.):
- Укрепленное поселение расположено примерно в 0,8 км к юго-востоку от села и богато питьевой водой, что побудило жителей городища защитить его с помощью искусственной оборонительной системы.

- Гето-фракийское укрепление находится примерно в 1 км к югу от села Мана (южнее в лесу от Божьего пруда).

- Форпост, расположенный примерно в 0,5 км к востоку от села Мана, примерно в 0,8 км к югу от дороги Орхей-Кэлэрашь и примерно в 1,1 км к северо-востоку от Гето-Фракийского укрепления. Весьма вероятно, что это небольшое укрепление имело функцию форпоста, предназначенного для наблюдения за бассейном реки Ватич, а также коридора, по которому можно было добраться до Городища, где жили члены племени, и Гето-фракийского укрепления в лесу, где прятались в случае опасности.

На расстоянии 0,6 км к востоку от села и на расстоянии 0,1 км южнее дороги Орхей-Кэлэрашь, на восточном и западном склонах ручья справа от реки Ватич, т.е. между дорогой и прудом  Рыпа Попий засвидетельствованы двумя другими памятниками:
- Памятник типа Пуэнешти-Лукашеука (2 век до н.э. - 1 век н.э.). Площадь городища 200 х 100 м. Открыто П. Барней (1958).
- Городище типа Сынтана Муреш-Черняхов (3 век н.э. - 5 век н.э.), Площадь поселения 400 х 300 м. Обнаружен Г. Федоровым (1963).

Здесь же на пашне были найдены фрагменты черно-глиняных сосудов с гранеными венчиками лукашевского типа. Открыт И. Рафаловичем (1973).
Здесь также могло быть средневековое поселение, что подтверждается фрагментами раннесредневековой керамики, изготовленной на гончарном круге X-XII вв., железным шлаком, кусками обожженной глины и др., «желтовато-красноватой» керамикой Золотой Орды  XIV века.

## Известные уроженцы
Скордели, Федор  (08.02.1843 - 31.01.1922), один из первых врачей Бессарабского земства.
Скордели, Пантелимон  (07.04.1846 - 1918), юрист, государственный деятель, основатель "Товарищества юристов Киева", член Международного торгового совета - Петербурга, автор книг по гражданскому праву и судебному процессу.
Гома, Паул (02.10.1935 - 25.03.2020), румынский писатель и диссидент. «Кавалер ордена искусств и литературы»  Франции -1986, Премия Академии наук Молдовы для диаспоры, 2015 г.
Горяев, Василий (род. 16.07.1947), доктор психологических наук, член Международной академии психологических наук. Лауреат Премии президента Р.Ф. в  области образования - 2003 г.
Портной, Анатолий  (р. 04.02.1958), специалист в области государственного управления, поэт. Стихи для взрослых, лирические стихи, стихи для детей.